# Lovat Mausoleum

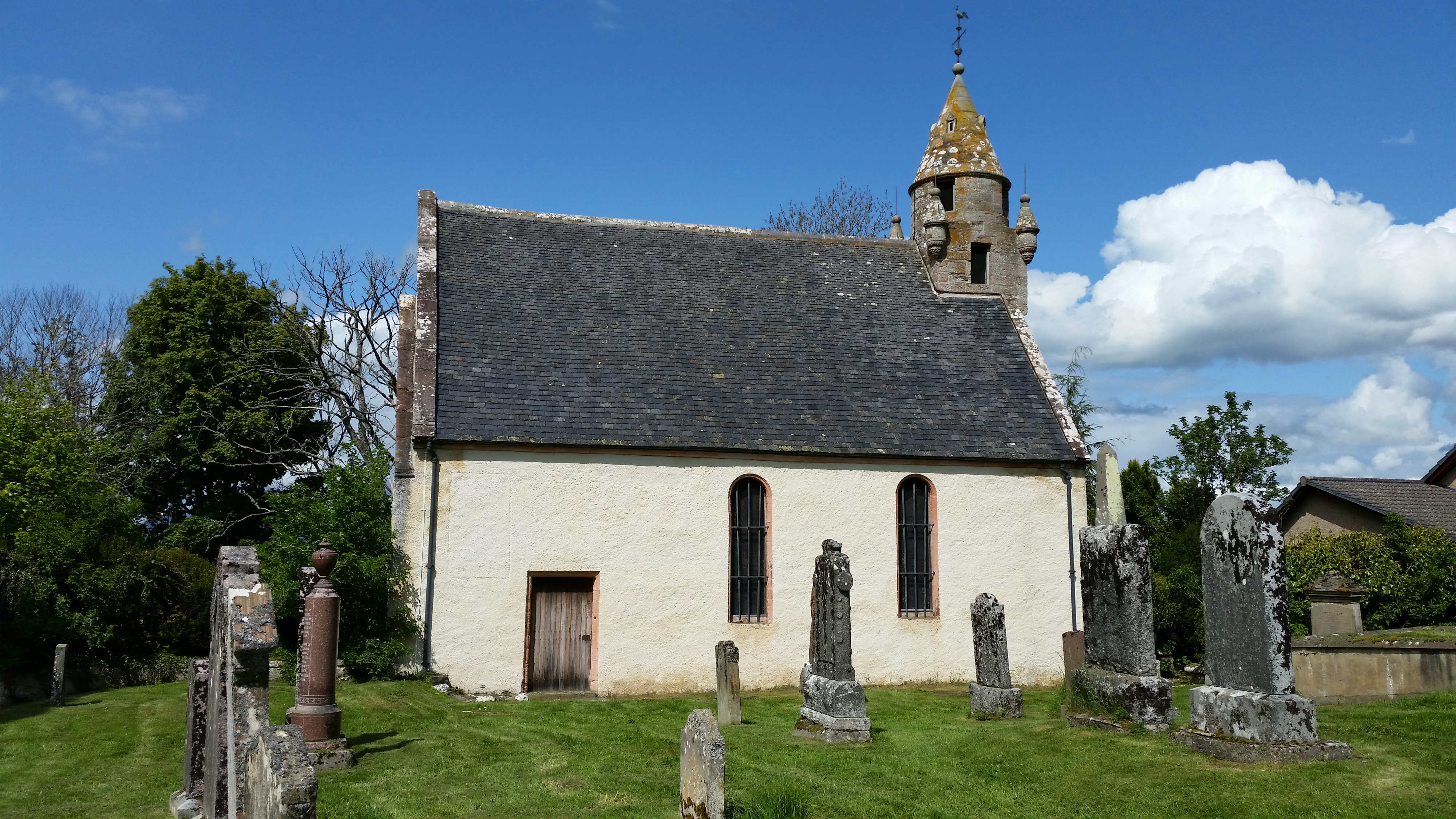
Lovat Mausoleum

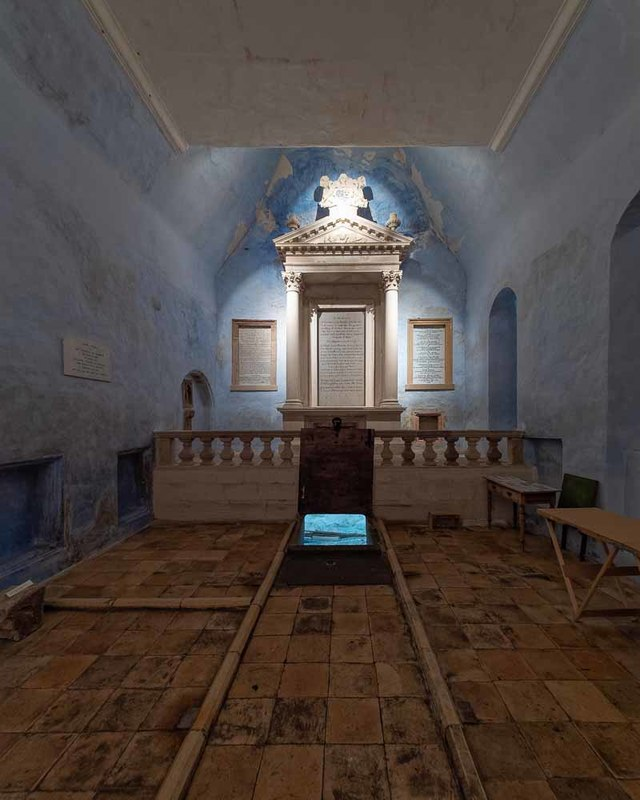
Innenraum

Das Lovat Mausoleum, auch Wardlaw Mausoleum oder Fraser Mausoleum, ist ein Mausoleum in der schottischen Ortschaft Kirkhill in der Council Area Highland, etwa drei Kilometer östlich von Beauly. 1971 wurde das Bauwerk in die schottischen Denkmallisten in der höchsten Denkmalkategorie A aufgenommen.

## Geschichte
Ab dem frühen 13. Jahrhundert hielten die Frasers of Lovat Wacht auf dem heute Kirkhill genannten Hügel am Standort des Mausoleums. Hiervon zeugt noch der ältere Name Wardlaw, der sich aus den Worten ward („Wacht“, vergleiche Warte) und law (schottisch-gälisch Hügel) zusammensetzt. Sie verlegten ihre Marienkapelle von Dunballoch auf den damals Balcabrac genannten Hügel. Das heutige Mausoleum wurde 1634 als Grablege der Frasers of Lovat an die Kirche angebaut. 1790 wurde im Zentrum Kirkhills mit der Wardlaw Parish Church eine neue Kirche errichtet und die Marienkapelle aufgegeben. Die mittelalterliche Marienkapelle ist heute bis auf Fragmente verfallen. Einzig die Grablege ist als Mausoleum vollständig erhalten geblieben. Bis zur Fertigstellung der St Mary’s Church in Eskadale 1826 nutzte der Clan den Standort und gab ihn dann auf.

## Beschreibung
Das Lovat Mausoleum steht auf dem Kirkhill am Westrand von Kirkhill. In die Struktur des Bruchsteinmauerwerks sind möglicherweise ältere Fragmente integriert. Die Fassaden des länglichen Bauwerks sind mit Harl verputzt. In die Südfassade sind zwei Rundbogenfenster sowie eine schlichte Tür eingelassen. An der westlichen Giebelseite führt eine Vortreppe zu einer Tür, die zu der Wendeltreppe zum Geläut führt. Dieses ist giebelständig als runder Dachreiter mit länglichen Fenstern, Ecktourellen und Lukarnen im kegelförmigen Helm ausgeführt. Er trägt die Jahreszahl 1722 und wurde damit vermutlich erst später hinzugefügt. Das Satteldach des Mausoleums ist mit Schiefer eingedeckt.